# 차태영
차태영(車泰泳, 1991년 2월 6일 ~ ) 은 대한민국의 축구 선수이다. 포지션은 미드필더이다.

## 선수 경력
2014 K리그 드래프트에서 울산 현대의 지명을 받아 입단하였다.
2015 시즌을 앞두고 경남 FC로 이적하였다. 2015 시즌에 드디어 41R 상주 상무와의 경기를 데뷔전으로 치러서 기대를 받았지만, 그 해 2경기 출장에 그쳤다. 결국 선수 생활을 일찍 마치고 울산에서 코치로 활동하고 있다.